# Alipurduar
Alipurduar (alternativt Alipur Duar, Ālīpur Duār) är en stad i Indien och är belägen i distriktet Jalpaiguri i den nordöstra delen av delstaten Västbengalen. Folkmängden uppgick till cirka 65 000 invånare vid folkräkningen 2011, med förorter cirka 130 000 invånare. Viltreservatet Jaldapara ligger nordväst om staden. 